# Romain Lahure
Romain Lahure (24 maart 2004) is een Belgisch voetballer die sinds 2024 onder contract ligt bij CS Fola Esch.

## Clubcarrière
Lahure begon met voetballen in Étalle, het dorp waar hij opgroeide. Na vier seizoenen verhuisde hij naar Excelsior Virton, waar hij tot zijn zestiende voetbalde. Toen de club in het voorjaar van 2020 geen licentie kreeg toebedeeld voor het profvoetbal, koos Lahure eieren voor zijn geld en sloot hij zich aan bij de Luxemburgse eersteklasser F91 Dudelange. Daar groeide hij in zijn debuutseizoen al uit tot aanvoerder van het U17-elftal van de club.
Na drie seizoenen in het Groothertogdom Luxemburg, waarin Lahure het shirt droeg van F91 Dudelange en FC Swift Hesperange, keerde hij in de zomer van 2023 terug naar Excelsior Virton, dat in het seizoen 2022/23 uit Eerste klasse B was gedegradeerd. Lahure kwam in het seizoen 2023/24 geregeld in contact met het eerste elftal – op 27 januari 2024 zat hij voor het eerst op de bank bij een officiële wedstrijd van het eerste elftal –, maar de verdediger maakte dat seizoen toch vooral deel uit van het beloftenelftal van trainer Emmanuel Coquelet.
In juni 2024 keerde Lahure na een jaar bij Excelsior Virton terug naar Groothertogdom Luxemburg, waar hij een contract ondertekende bij CS Fola Esch. Op 10 augustus 2024 maakte hij zijn profdebuut in het shirt van Fola Esch: op de tweede competitiespeeldag liet trainer Stefano Bensi hem 90 minuten meespelen in de 0-5-nederlaag tegen FC Differdange 03.

## Clubstatistieken
| Seizoen         | Club            | Land               | Competitie      | Competitie | Competitie | Beker | Beker | Supercup | Supercup | Europees | Europees | Totaal | Totaal |
| Seizoen         | Club            | Land               | Competitie      | Wed.       | Dlp.       | Wed.  | Dlp.  | Wed.     | Dlp.     | Wed.     | Dlp.     | Wed.   | Dlp.   |
| --------------- | --------------- | ------------------ | --------------- | ---------- | ---------- | ----- | ----- | -------- | -------- | -------- | -------- | ------ | ------ |
| 2024/25         | CS Fola Esch    | Vlag van Luxemburg | BGL Ligue       | 1          | 0          | 0     | 0     | —        | —        | —        | —        | 1      | 0      |
| Carrière totaal | Carrière totaal | Carrière totaal    | Carrière totaal | 1          | 0          | 0     | 0     | 0        | 0        | 0        | 0        | 1      | 0      |

Bijgewerkt op 10 september 2024.